# 千葉県道291号印西印旛線
千葉県道291号印西印旛線（ちばけんどう291ごう いんざいいんばせん）は、千葉県印西市から成田市を結ぶ一般県道。

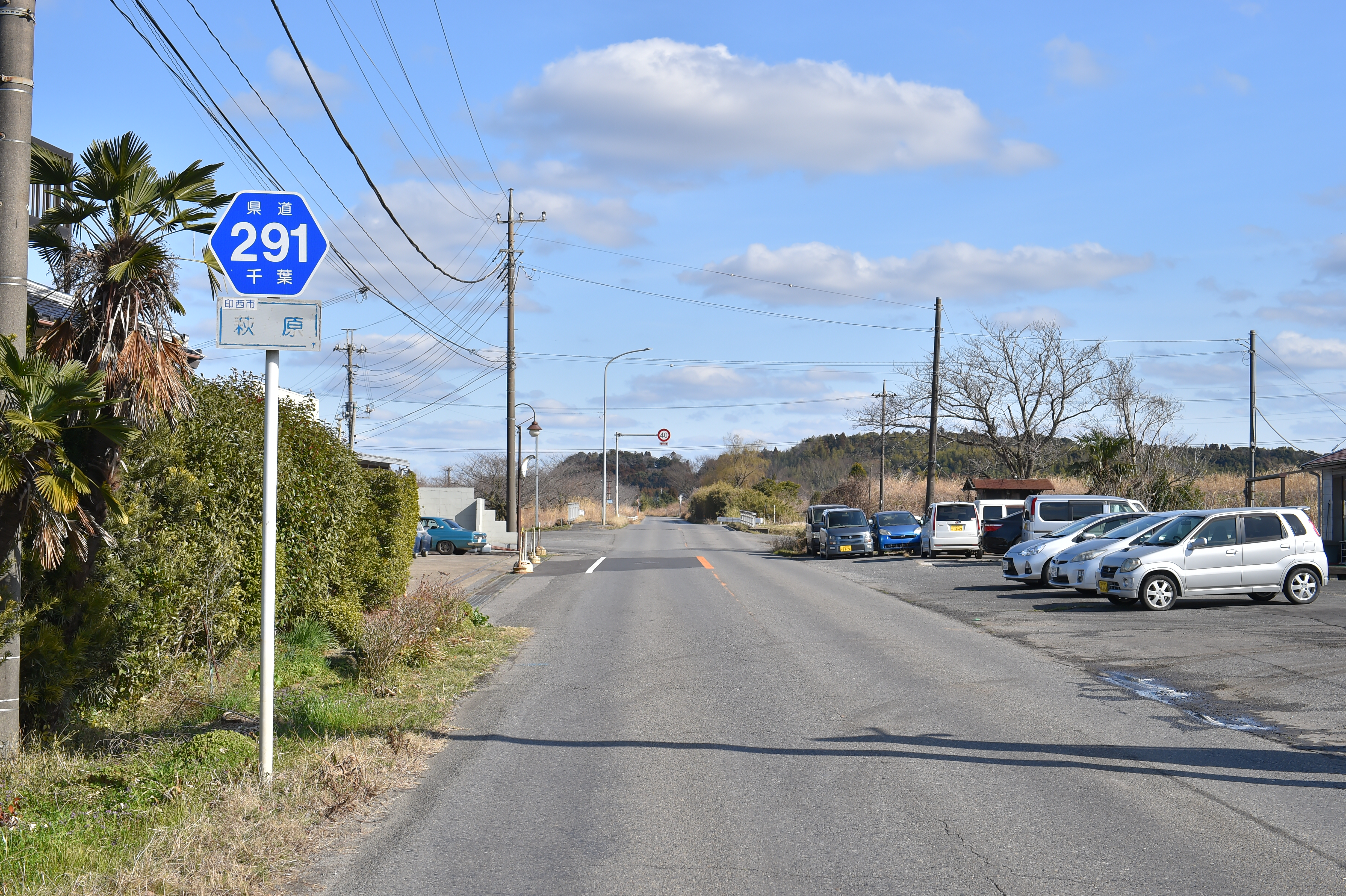
千葉県道291号印西印旛線
印西市萩原（2024年2月）

## 路線データ
- 起点：印西市小林（小林交差点、国道356号交点）
- 終点：成田市北須賀（北須賀交差点、国道464号交点）
- 総延長：*.* km（印旛土木事務所管内：*.* km、成田土木事務所管内：0.388 km[1]）
- 重用延長：*.* km（印旛土木事務所管内：*.* km、成田土木事務所管内：0.0 km）
- 未供用延長：なし（印旛土木事務所管内：*.* km、成田土木事務所管内：0.0 km）
- 実延長：*.* km（印旛土木事務所管内：*.* km、成田土木事務所管内：0.388 km[1]）

## 通過する自治体

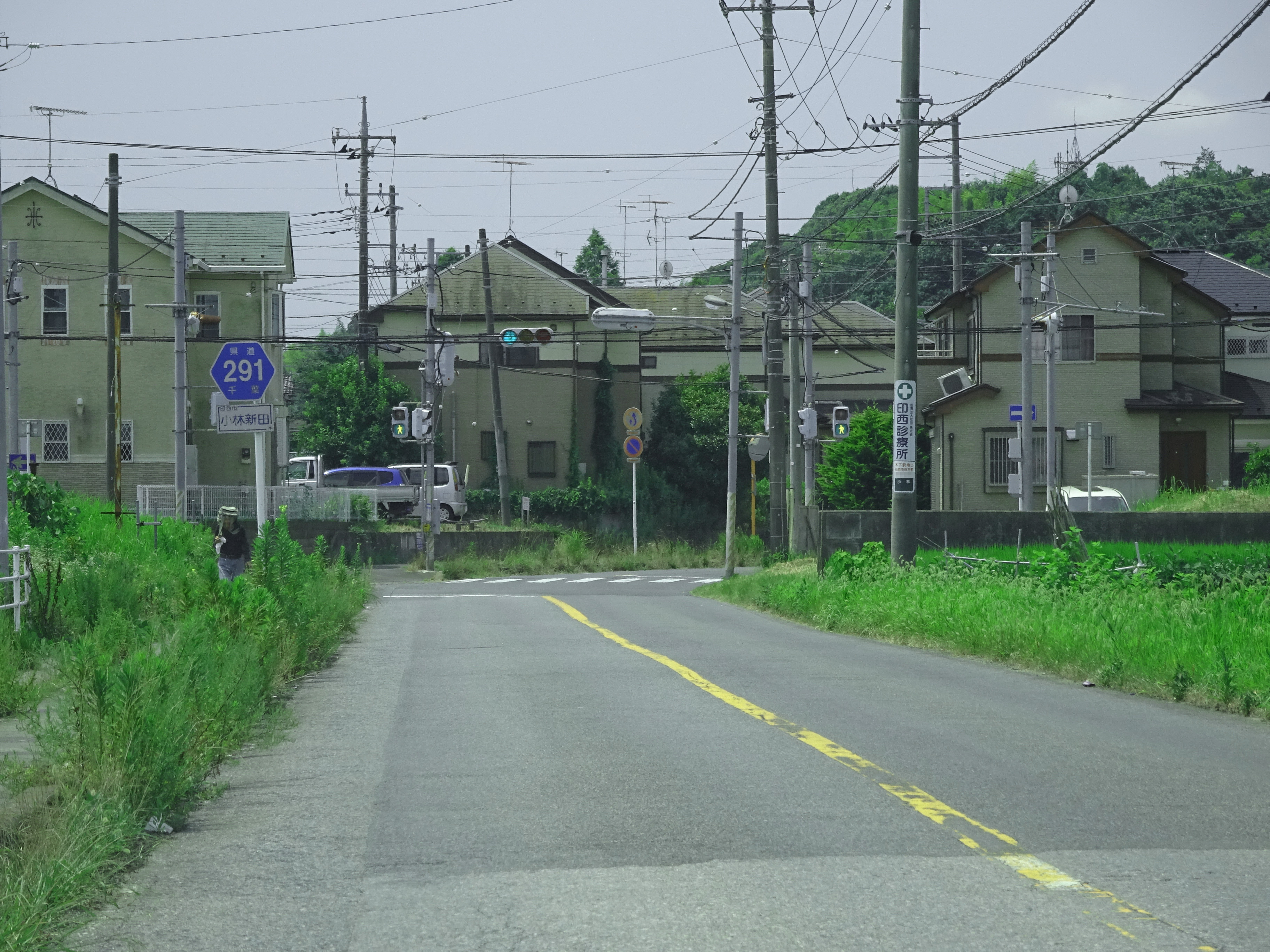
印西市小林新田（2018年7月）

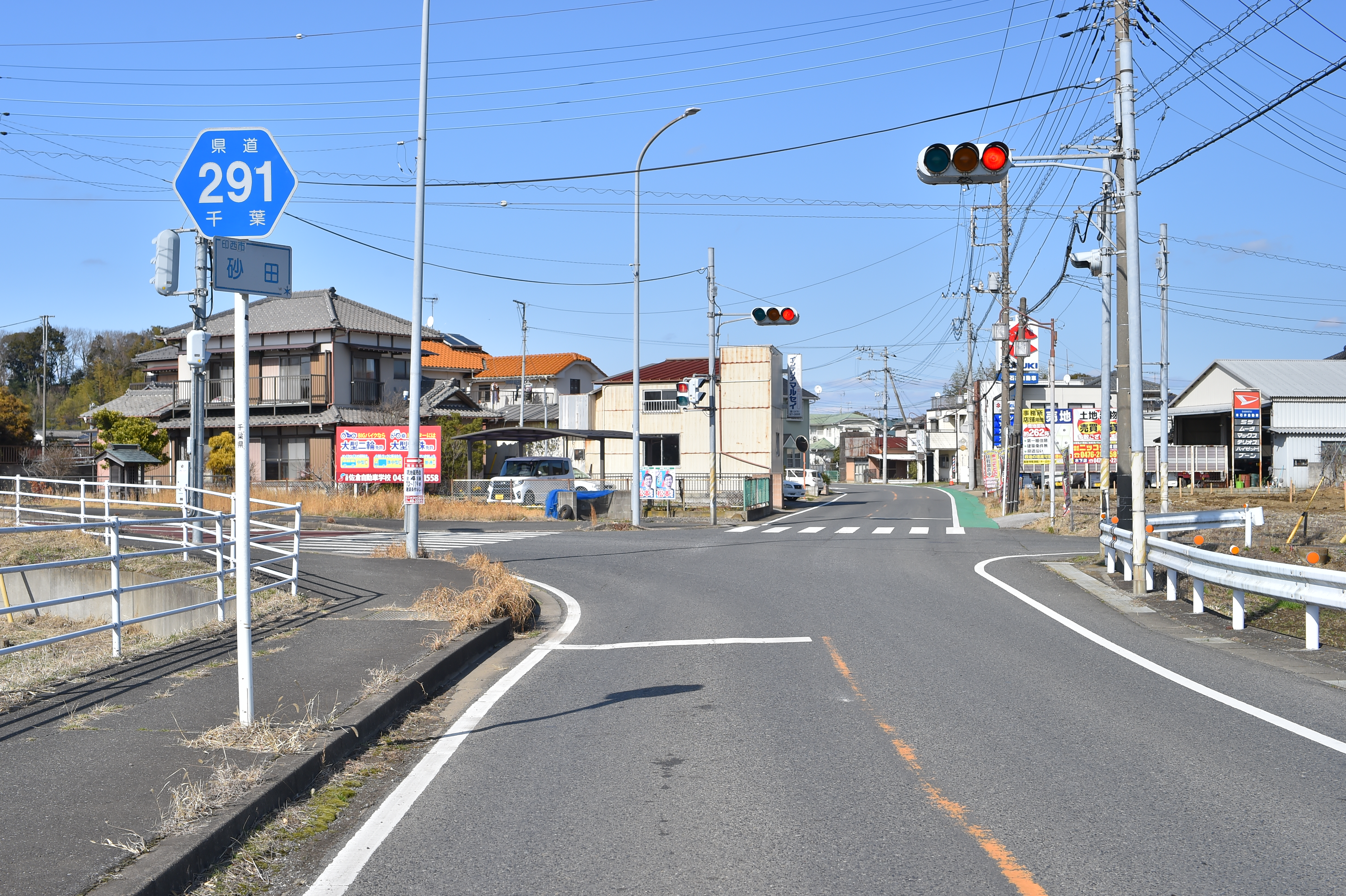
印西市砂田（2024年2月）

- 千葉県
  - 印西市
  - 成田市

## 交差・接続する道路
- 国道356号 - 印西市小林（小林交差点、起点）
- 千葉県道12号鎌ケ谷本埜線 - 印西市萩原（信号無交差点-境田交差点間重複）
- 国道464号 -成田市北須賀（北須賀交差点、終点）

## 周辺
- 小林駅
- 印西市役所本埜支所（旧・本埜村役場）